# Charles Augustus Strong
Charles Augustus Strong, né le 28 novembre 1862 à Haverhill (Massachusetts) et mort le 23 janvier 1940 à Fiesole en Italie, est un philosophe et psychologue américain. Sa philosophie se distingue par la conception panpsychiste qu'il y développe.

## Biographie
Charles Augustus Strong est né aux États-Unis le 28 novembre 1862 à Haverhill, dans le Massachusetts. Il est le fils aîné d'Augustus Hopkins Strong. Il reçoit une éducation stricte au Séminaire théologique de Rochester (New York), dont son père est le président. Il entre à la Phillips Exeter Academy à Exeter, dans le New Hampshire (États-Unis). En juillet 1881, il voyage en Allemagne, où il étudie au Gütersloh Gymnasium. En 1883, il retourne aux Etats-Unis et intègre l'université de Rochester. 
Diplômé de Harvard en 1885, il suit l'enseignement du philosophe et psychologue William James, qui l'influence sur le plan philosophique, et il devient ami avec George Santayana. Ensemble, ils fondent le Harvard Philosophical Club. De 1885 à 1886, il retourne au Séminaire théologique de Rochester qui est toujours dirigé par son père. En 1886, il part pour Berlin avec George Santayana, renonçant à sa fonction de pasteur. À Berlin, il étudie la psychologie, la philosophie et la physiologie avec les professeurs Carl Stumpf et Friedrich Paulsen.
À son retour en Amérique, Strong enseigne la philosophie à l'université Cornell. En 1889, il épouse Bessie Rockefeller, la fille de John D. Rockefeller. En 1890, il devient professeur à l'université Clark et, en 1892, il est nommé professeur agrégé de psychologie à l'université de Chicago. C'est là qu'il fonde les premiers laboratoires de psychologie de la ville en 1893. Il poursuit sa carrière à l'université Columbia où il enseigne la psychologie jusqu'en 1906. En 1903, il publie son premier ouvrage de philosophie : Why the Mind Has a Body (« Pourquoi l'esprit a-t-il un corps ? »). En 1906, à la mort de sa femme, Strong déménage avec sa fille Margaret à Fiesole, près de Florence en Italie, et c'est entre 1918 et 1936 qu'il rédige la plupart de ses ouvrages.  
Strong décède le 23 janvier 1940 dans sa Villa Le Balze, à Fiesole. Sa villa est offerte à l'université de Georgetown par sa fille, devenue marquise de Cuevas.

## Philosophie

### Panpsychisme
En 1903, Charles Strong  publie Why the Mind Has a Body (« Pourquoi l'esprit a-t-il un corps ? »). Ce livre  poursuit l'argument de Schopenhauer selon lequel les choses en elles-mêmes sont fondamentalement de nature mentale, en intégrant ce principe dans une métaphysique panpsychiste. Au terme de l'ouvrage, Strong admet toutefois qu'il n'a pas de « conception positive » de la réalité psychique qui sous-tendrait toutes les choses et qu'il n'est donc pas en mesure de plaider efficacement en faveur du panpsychisme. La question de savoir si cette réalité fondamentale « consiste en autant de sensations distinctes qu'il y a d'atomes, ou en une seule grande sensation ou conscience, ou en quelque chose d'intermédiaire entre les deux »  continue de se poser selon lui. Le philosophe William James a affirmé avoir été impressionné par ce livre et l'a qualifié de « cas merveilleux de clarté et de profondeur – un ouvrage assez classique en fait, et sûrement destiné à la renommée. »
La question de la nature de l'esprit, laissée de côté dans Why the Mind Has a Body, est abordée dans The Origin of Consciousness (« L'origine de la conscience »), publié en 1918. Il y défend cette fois ouvertement le panpsychisme. Il adopte et développe la théorie de William Clifford concernant la nature de l'esprit. D'après Strong, l'esprit a quatre caractéristiques fondamentales : il est « dans l'espace » et « dans le temps », il est « capable de changement », et il « possède une qualité psychique » qui constitue sa caractéristique intrinsèque. Cette dernière qualité se manifeste chez les êtres humains sous la forme minimale de l'« attention », mais elle est plus généralement une expérience plus ou moins vive et intense qui varie avec l'objet matériel. Chaque objet est en effet une « accumulation d'énergie dans un état psychique. »
Strong considère la métaphysique panpsychiste comme la clé du problème corps-esprit. Mais il admet également la difficulté qu'il y a à présenter le panpsychisme comme une théorie convaincante : 
« La difficulté de convaincre les gens qu'il y a dans les soleils et les atomes quelque chose relevant d'une nature sensible est si colossale que j'aimerais quelquefois avoir dévoué mon énergie à quelque chose d'autre. »

### Atomisme
Strong soutient une forme d'atomisme concernant la nature de l'esprit. D'innombrables « sensations minuscules » (minute feelings) doivent selon lui fusionner pour créer un seul état psychique de haut niveau tel que l'esprit humain. Mais celui-ci n'a pas la capacité perceptive de différencier ces très nombreuses sensations atomiques. Il les appréhende donc ensemble par défaut comme un tout unifié : 
« Le fond de l'affaire [. . .] n'est pas que nous [percevons] directement la sensation comme une et inanalysable, mais plutôt que nous sommes incapables de la percevoir comme étant multiple. Ceci, bien entendu, n'interfère en rien avec le fait qu'il s'agit bien d'une réalité multiple. »
Tout comme les objets ordinaires nous paraissent solidaires uniquement parce que nous ne pouvons pas voir leurs constituants atomiques individuels et l'espace vide qui les sépare, nos sensations ou sentiments subjectifs nous semblent relever d'une même expérience parce que nous ne pouvons pas différencier leurs composants.

## Publications
- Why the Mind Has a Body (1903)
- The Origin of Consciousness (1918)
- Essays in Critical Realism (1920)
- The Wisdom of the Beasts (1921)
- A Theory of Knowledge (1923)
- Essays on the Natural Origin of the Mind (1930)
- A Creed for Sceptics (1936)